# Jindřich Korf
Jindřich Korf (* 21. března 1952) byl český a československý politik Komunistické strany Československa a poslanec Sněmovny lidu Federálního shromáždění za normalizace.

## Biografie
K roku 1986 se profesně uvádí jako údržbář. Ve volbách roku 1986 zasedl za KSČ do Sněmovny lidu (volební obvod č. 31 - Rakovník, Středočeský kraj). Ve Federálním shromáždění setrval do února 1990, kdy rezignoval na mandát v rámci procesu kooptací do Federálního shromáždění po sametové revoluci.
V letech 1992-2011 byl evidován jako živnostník, bytem Hřebečníky. Podnikal mj. v oboru opravy silničních vozidel, hostinská činnost, zámečnictví, nástrojářství a velkoobchod a maloobchod.